# Rails-Tereo
Rails-Tereo（レイルステレオ）は、キーボーディスト・ボーカリストのモリカワヒロシ（1978年6月5日 - ）のソロユニット。大阪府枚方市出身、鳥取県鳥取市在住。Music Wonder LTD.所属。A型。影響を受けた音楽家は布袋寅泰・スティーヴィー・ワンダー・スガシカオなど。

## 概要
箏・三味線奏者の母、音楽好きの姉の影響を受け3歳からピアノを始め、中学時に布袋寅泰を聴き、作詞・作曲を始める。高校時は3年間宅録でデモテープを作る。音楽大学作曲科に入学後、FM802のスガシカオ担当番組内で自身の楽曲が紹介されたことを機に、プロを目指す。
2014年発売の3rdアルバム『Golden Pop Lion』発売時にはスガから以下の推薦コメントを受け取っている。
```
2014年のはじめに、レイルステレオにオープニングアクトをやってもらいました。ステージで彼が歌う「例えばあのとき君と出会ってなかったとしたら」を聴いて、こりゃすごい曲だなと思った。サラッとやってるけど、その内側に秘めたスキルの高さ、作曲能力、エネルギーの高さ・・・いろんなものがガツンと伝わりました。アルバム「Golden Pop Lion」、そんなレイルステレオの才能が爆発した感じ。沢山の人に聴いてほしいとおもうアルバムです。by スガシカオ
```